# João da Silva, 2.º Conde de Portalegre

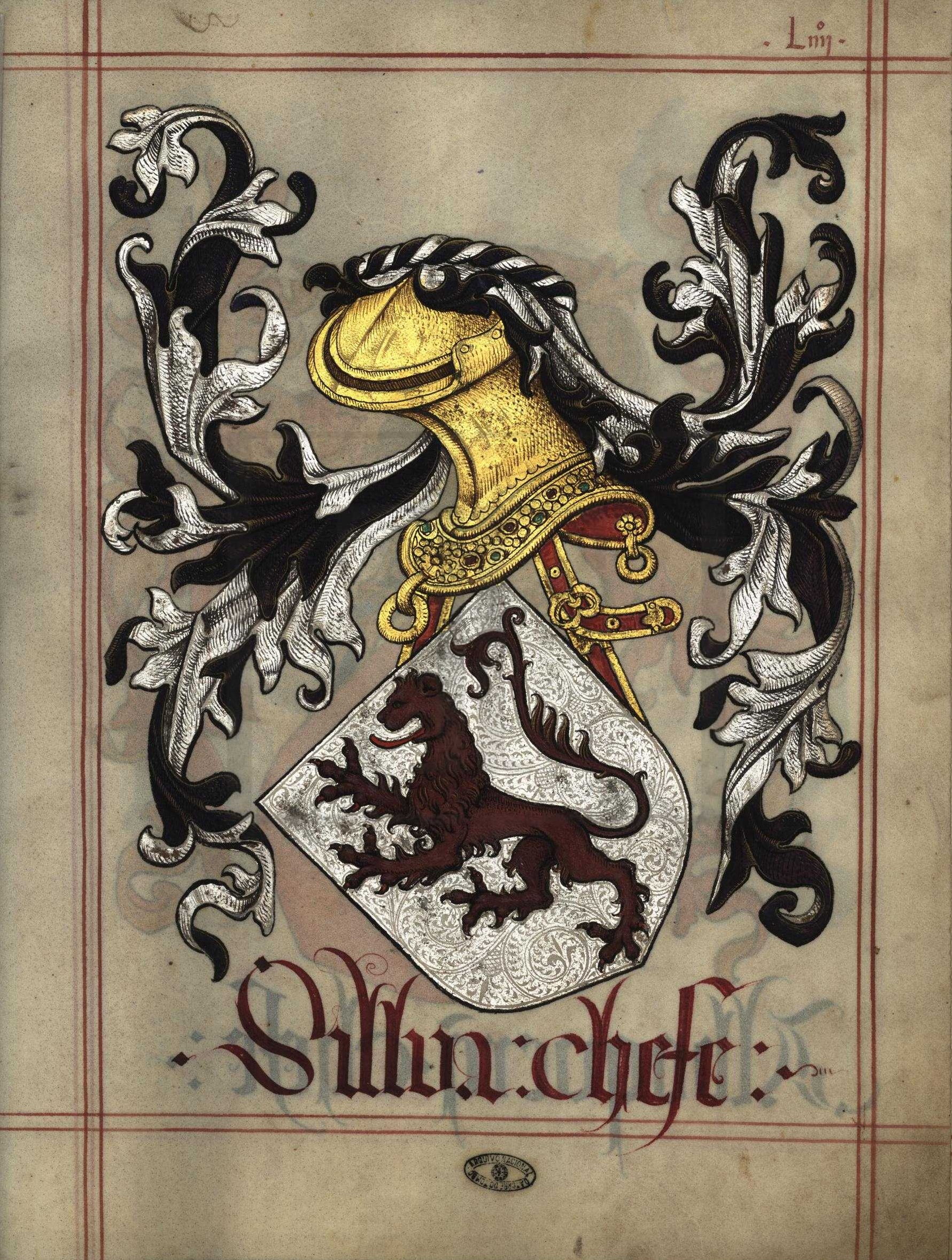
Armas de Silva chefe, in Livro do Armeiro-Mor (fl 54^{r}) (1509). Armas dos Silva condes de Portalegre e marqueses de Gouveia

João da Silva (c. 1480 - ?), 2.º conde de Portalegre, foi um nobre português e membro destacado da corte de Manuel I no século XVI. Nobre de nascimento, pois descendia de uma das linhagens de nobreza imemorial da Península Ibérica que remontava ao século X, herdou da linhagem paterna domínios e senhorios na Beira Baixa. Filho primogénito de Diogo da Silva, dele herdou a alcaidaria-mor e condado de Portalegre, no Alto Alentejo. Do pai herdou ainda, por mercê régia de Manuel I, o cargo cerimonial de Mordomo-Mor. Cresceu na corte em Lisboa, onde o seu pai detinha uma posição de grande influência, tendo sido aio do rei e ocupando as funções de escrivão da puridade e vedor da fazenda. A sua mãe foi Maria de Ayala, uma nobre castelhana.
Casou com Maria de Menezes, uma das filhas de Álvaro de Bragança, senhor de Melo, Tentúgal e Cadaval, secundogénito do 2.º Duque de Bragança, Fernando I. Tratou-se de uma casamento político com uma das damas de mais elevada linhagem da corte, enquadrado na rede de alianças procuradas por Álvaro de Bragança, quando regressou do exílio em Castela nos derradeiros anos do século XV. Manuel I apagou da história a campanha de luta contra a alta nobreza preconizada anos antes pela execução do 3º Duque de Bragança, Fernando II - irmão de Álvaro - e pelo assassínio do Duque de Beja e Viseu Diogo, primo e cunhado do rei João II e irmão do seu sucessor, o próprio Manuel I. Sendo o filho primogénito do Conde de Portalegre, Mordomo-mor, escrivão da puridade e vedor da fazenda, Diogo da Silva era um aliado de peso. Acrescente que entre os seus irmãos se contam um cardeal, Miguel da Silva, e as condessas de Linhares e e Monsanto. O casamento fê-lo entrar na esfera dos Bragança, que se tornaram uma vez mais a primeira família do reino. Maria de Menezes trouxe-lhe muitas conexões familiares, tendo sido cunhado dos Marqueses de Fronteira, dos Duques de Coimbra e Condes de Vimioso. De resto, a sua ligação aos Bragança é incontornável se se atentar nos casamentos dos seus filhos, que foram todos com essa família.
Do casamento com Maria de Menezes, teve João da Silva nove filhos, três rapazes e seis raparigas. Dos varões apenas um deixou descendência, continuando-se assim o nome e a linhagem. Das mulheres sabes-se que duas casaram na família de sua mãe e três tomaram ordens religiosas. Os nove descendentes do casal foram:
- Álvaro da Silva, que sucedeu a seu pai como 3.º Conde de Portalegre.
- Jorge da Silva
- António da Silva
- Maria de Vilhena, casada com Álvaro de Melo, filho do primeiro Marquês de Ferreira
- Margarida de Vilhena, casou com Sancho de Noronha, 4.º Conde de Odemira
- Catarina de Vilhena
- Antónia de Vilhena, depois sor Antónia dos Anjos,  religiosa na Ordem de São Domingos no Mosteiro de S. João de Setúbal.
- Ana da Silva, religiosa e prioreza na Ordem de São Domingos no Mosteiro de S. João de Setúbal
- Joana da Silva, depois sor Joana da Cruz, religiosa e prioreza na Ordem de São Domingos no Mosteiro de S. João de Setúbal